# Déndra (Eubée)
Déndra, en grec moderne : Δένδρα, est un village du dème de Kými-Alivéri, sur l'île d'Eubée, en Grèce.
Selon le recensement de 2011, la population de Déndra  compte 56 habitants.